# Kitörés (film, 1971)
A Kitörés Bacsó Péter 1971-ben bemutatott filmdrámája.
A filmben fontos szerepet játszik Liska Tibor közgazdász is.

## Szereplők
- Fonyód Laci – Oszter Sándor
- Tóth Anna – Lendvai Katalin
- Fonyód Feri, Laci bátyja – Iványi József
- Erzsi, Feri felesége – Hőgye Zsuzsanna
- Laci felesége – Bognár Zsuzsa
- Pray – Liska Tibor
- Dragonics Lajos – Kállai Ferenc
- Tóth Gyula, gyárigazgató – Pataki László
- Határőr a vonaton – Ambrus András
- Rendész – Bencze Ferenc
- Látogató – Bikácsy Gergely
- Ildikó, Laci barátnője – Cserhalmi Erzsébet
- Tóth felesége – Halda Alíz
- Munkatárs – Hetényi Pál
- Énekes – Horváth Charlie
- Munkatárs – Izsóf Vilmos
- Gyári munkás – Kiss Gábor
- Művezető – Kézdy György
- Egyetemista – Maros Gábor
- Főpincér – Mezey Lajos
- Sárika, a raktáros – Moór Marianna
- Rendőr – Nagy István
- Kocsád elvtárs – Nagy István
- Tóth nagymama – Patkós Irma
- Technikus – Pecsenke József
- Pincér – Reinitz György
- Kelemen törzsőrmester – Sallai Imre
- Rendőrtiszt – Sarlai Imre
- Munkásnő – Soós Edit
- Rab – Szabó Imre
- Egyetemista – Szacsvay László
- Látogató – Szekfű András
- Béla – Timár Béla

## A történet
Laci szorgalmas, mérsékelten feltörekvő ám nagyon szókimondó fiatal szakmunkás. Az átlagosnál szegényesebb körülmények között él bátyjáéknál, és nem elégíti ki a gyárban homályos lehetőségként előtte álló, lassú előrejutási pálya. És a személyes szorgalmával is ütköző állapotok, az anyaghiány és más, a szervezetlenségből fakadó gyakori leállások, amikor a munkafegyelem követelményei szerint mégis azt kell imitálniuk, mintha lázas munka folyna.
Pedig a gyár intelligens és szimpatikus igazgatója, Tóth Gyula is szakmunkás volt eredetileg, aztán egyetemet végzett és így lett végül a gyár igazgatója. De Laci ezt az utat a vakvéletlen szeszélyének tudja be, amely előtte nem lehet valós lehetőség.
Végképp kedvét vesztve disszidálni próbál, de a határon elfogják, és rövid börtönbüntetésre ítélik. A gyárba visszatérve elfogadja az egyik ambiciózus közgazdász vezető, Pray ajánlatát, aki számítógépesítéssel próbál felülkerekedni a szervezetlenségen.
Laci egyik, talán naivnak tűnő kitörési kísérlete a tenisz. Megnyeri a vállalati bajnokságot.
Időközben véletlenül összeismerkedik az igazgató lányával, Annával, akinek apja megengedi, hogy a gyár fiatal munkásai között végezzen egyetemi tanulmányaihoz szociológiai felmérést.
Az ő révén félig-meddig baráti viszonyba keveredik az igazgatóval is. Aki viszont elégedetlen amiatt, hogy Pray és Laci nem eléggé taktikusan járnak el a vállalat átszervezése kapcsán és egyre nagyobb ellenállást váltanak ki. A vállalat konzervatív vezetői egyre több beosztott vezetőt és dolgozót hangolnak a változások ellen.
Az igazgató végkép elveszíti a türelmét, amikor Laci egy televíziós vitaműsorban teregeti a vállalat szennyesét a nyilvánosság elé Pray elbocsájtása kapcsán. Eltiltja Annát tőle, a lány viszont Laci mellé áll, és Laci bátyjáék félkész házába költöznek egy kis szobába.
A rossz körülmények lassan felőrlik kapcsolatukat. Hiába próbál Laci erejét meghaladó erőfeszítéseket tenni a jobb körülmények megteremtéséért.
Szénlapátolással, háztáji malacneveléssel. Anna mégis feladja és visszaköltözik szüleihez.
Laci bánatában a belvárosban szórja el a malactartásból bejött első részletet. Megveszi az étterem halas tartályában fuldokló halakat és a Dunába dobálja őket.
Pray véletlenül épp az étteremben vacsorázik egy társasággal és távolról nézi végig Laci akcióját. Utána megy a hídra. Segít a halakat bedobálni a kosárból, majd felajánlja Lacinak, hogy felveszi új munkahelyére a számítóközpontba hasonló beosztásba, mint korábbi munkahelyén.

## A forgatási helyszínek
- Tóthék lakása a Pozsonyi út 40-ben volt. Ebben a házban forgatták körülbelül ugyanekkor A gyilkos a házban van című krimit. Egyébként itt lakott Major Tamás és a krimiben játszott is.
- Pray lakása a Várkert rakpart 17-ben volt (itt lakott Vas István és Szántó Piroska)
- Árpád híd

## Érdekességek
- A film angol nyelvű nemzetközi címeː Breakout
- A történet hátterében megjelennek a hazai vállalati számítógépesítés kezdeti próbálkozásai.
- Liska Tibor közgazdász kisebb szerepben feltűnt már Kovács András Falak című 1968-as filmjében, aminek rövid jelenetében a gazdasági reform szükségességéről beszélt rá jellemző vehemenciával. Ebben a filmszerepében viszont már benne foglaltatnak az új gazdasági mechanizmus első éveinek tapasztalatai.

Liska szerepelt Bacsó a következő évben bemutatott filmjében is: Jelenidő.

## Könyv
A filmtrilógia (Kitörés; Jelenidő; Harmadik nekifutás) irodalmi forgatókönyveit egy kötetben is megjelentették:
- Bacsó Péter: Jelenidő (Szépirodalmi könyvkiadó, Budapest, 1975.) ISBN 963150381X